# Kneecap
Kneecap (рус. Ника́п; с англ. — «Коленная чашечка») — ирландская рэп-группа из Белфаста, Северная Ирландия, состоящее из Лиама Ога О’Ханни (Mo Chara), Нийше О’Кареллан (Móglaí Bap) и Джей-Джея О’Дохарти (DJ Próvaí). Группа читает рэп на смеси английского и ирландского языка, а их тексты часто содержат темы, связанные с ирландским республиканизмом. Их первый сингл C.E.A.R.T.A. (с ирл. — «Права») был выпущен в 2017 году, за которым последовал дебютный альбом 3CAG в 2018 году. Их второй альбом Fine Art был выпущен в 2024 году, в том же году был выпущен вымышленный биографический фильм о группе.

## История

### Начало карьеры
Их первый сингл C.E.A.R.T.A. был основан на истории из жизни Móglaí Bap. На день перед маршем в поддержку Закона о ирландском языке в Белфасте Móglaí Bap вышел с другом и нарисовал слово Cearta на автобусной остановке. Полиция Северной Ирландии нашла их и арестовала его друга, а Móglaí смог сбежать. Друг говорил только на ирландском в полицейском участке и провёл там ночь, отказываясь говорить на английском. После этого инцидента была написана песня C.E.A.R.T.A..
В конце 2017 года песня C.E.A.R.T.A. была запрещена на ирландской радиостанции RTÉ Raidió na Gaeltachta из-за «упоминаний о наркотиках и ругательства». Фанаты начали петицию, которая собрала 700 подписей, чтобы вернуть песню в эфир. Kneecap защитили песню как «карикатуру на жизнь в Западном Белфасте» и «сатирический взгляд на жизнь молодежи, особенно в Западном Белфасте».

### 3CAG
Первый полноформатный альбом группы 3CAG был выпущен в 2018 году. Название ссылается на наркотик MDMA: 3CAG означает trí chonsan agus guta (с ирл. — «три согласных и гласная»), сленговле название для этого вещества в Ирландии. Название группы было традиционным видом наказания, налагаемого на предполагаемых наркоторговцев парамилитарными ирландскими республиканцами. Móglaí отметил, что «ирония является намеренной, так как мы говорим о вещах, которые могли бы привести к тому, что нас бы „коленчатили“».
В феврале 2019 года группу осудил депутат Южного Белфаста от Демократической юнионистской партии Кристофер Сталфорд после того, как в интернете были опубликованы видео трио, на которых они скандируют «Brits Out» (с англ. — «Британцы на выход») на концерте в Empire Music Hall в Белфасте. Концерт состоялся на следующий день после визита тогдашнего герцога и герцогини Кембриджских в тот же зал.
В 2021 году Kneecap выпустили свой сингл MA в честь своих матерей; песня была не в стиле группы, трио заявили, что хотели сделать что-то более «реальное». Mo Chara заявил в интервью, что они хотели показать, что «мы можем кругом сбросить вас со сцены, но также можем обнять вас после этого. Мы хотели сделать что-то немного сентиментальное, мы не хотим постоянно ограничивать себя мужественностью». Трио также раскрыло в Instagram, что мать Móglaí Bap покончила с собой до того, как песня была выпущена, и что все вырученные средства от песни пойдут в организацию Samaritans.

### Фильм
В начале 2023 года группа начала снимать полнометражный фильм, также названный Kneecap, изображающий вымышленную историю их восхождения к славе. Фильм, выпущенный в августе 2024 года, был снят Ричем Пеппиатом с Майклом Фассбендером в роли второго плана.
В феврале 2024 года группе была присуждена грант в размере £14,250 от британской ассоциации производителей фонограмм, который затем был заблокирован Министерством предпринимательства и торговли Великобритании. Министр предпринимательства и торговли Великобритании Кеми Баденок заявила, что грант не должен быть выдан «людям, которые выступают против самого Соединённого Королевства». Группа подала иск о дискриминации против правительства Великобритании, выиграв дело и получив полную сумму гранта в ноябре 2024 года. Они разделили грант на две молодёжные организации, работающие с протестантскими и католическими сообществами в Северной Ирландии.
Фильм-биография Kneecap, вышедший в 2024 году, рассказывает о жизни участников одноимённой музыкальной группы, которые исполняют свои роли наряду с более опытными актёрами, такими как Майкл Фассбендер, Джози Уокер и Симона Кирби. Действие картины разворачивается в районе Гаэлтахт в Западном Белфасте в 2019 году. Премьера фильма состоялась на кинофестивале Сандэнс 18 января 2024 года, что сделало его первым фильмом на ирландском языке, представленным на этом фестивале.
В августе того же года Ирландская академия кино и телевидения объявила о том, что фильм Kneecap был выбран в качестве официальной заявки Ирландии для представления в категории «Международный фильм» на 97-й ежегодной церемонии вручения премии Оскар. 17 декабря 2024 года Kneecap попал в шорт-лист на две премии Оскар в категориях «Лучший международный полнометражный фильм» и «Лучшая оригинальная песня» за композицию Sick in the Head.

## Состав
- Лиам Ог О’Ханни (Mo Chara) — рэпер.
- Нийше О’Кареллан (Móglaí Bap) — рэпер.
- Джей-Джея О’Дохарти (DJ Próvaí) — диджей.

## Политические взгляды
Kneecap сильно ассоциируются с идеологией ирландского республиканства, выступая за воссоединение Ирландии и противостояние британскому правлению в Северной Ирландии. Kneecap называют себя «Республиканскими капюшонами», а своих поклонников — «Фенианами». Их музыка, исполняемая на ирландском языке, продвигает использование языка как инструмента сопротивления. Группа критикует PSNI, правительство Великобритании и политических деятелей, таких как Арлин Фостер, часто подчеркивая такие проблемы, как классовое неравенство и трудности рабочего класса. Подход группы сочетает политический комментарий с социальными вопросами, и их музыка часто затрагивает темы, такие как зависимость и психическое здоровье.
Móglaí Bap заявил: «Республиканизм так обширен и находится на спектре. Нам нравится с ним играть. Нам нравится брать на себя иронию, и также не позволять диктовать, во что мы будем верить в плане республиканизма» и «Так что мы политические, но это очень с иронией. Мы хотели убрать серьёзность и остроту из этого и включить элементы жизни, которые нам, как молодежи, нравятся — такие как вечеринки и употребление наркотиков класса А. Мы политические, но это не как политическая партия. Мы политические с маленькими „п“». Mo Chara сказал: «Я думаю, что из-за того, откуда мы, всё должно быть связано с политикой. Мы группа, черт возьми. Мы делаем музыку. Очевидно, мы занимаемся политическими вещами. Но я беспокоюсь, что только потому, что мы группа из Белфаста, которая читает рэп на ирландском, при любом политическом кризисе они такие: „О, давайте спросим Kneecap, что они думают!“».
В 2020 году Kneecap публично поддержали независимую Палестину, развевая палестинские флаги на концертах и пообещав бойкотировать Израиль. У них также есть близкие связи с волонтерским спортзалом в лагере беженцев Аида в Палестине, они помогали собирать средства для него и продвигали его в своем Instagram, а в 2022 году ирландский писатель Манчан Маган выпустил кавер на песню Kneecap C.E.A.R.T.A, чтобы собрать деньги для спортзала.

## Имидж
В рамках своих сценических образов участники Kneecap часто носят балаклавы, которые в Ирландии ассоциируются с Временной ИРА. Журнал The Guardian предположил, что ранние работы Kneecap сосредотачивались на утверждении гэльской идентичности и слиянии её с культурой уличной моды. Однако журналист Малахи О’Дохерти поставил под сомнение подлинность Kneecap, заявив, что группа «трудится над тем, чтобы представить себя как никчемных бездельников. В этом есть какая-то нечестность» и «Возможно, то, что их успех говорит, это то, что культура уличной моды и культура Временной ИРА теперь пародируются, а не сохраняются с какой-либо целостностью».

## Дискография
- 3CAG (2018)
- Fine Art (2024)